# Pál Éva
Pál Éva (Budapest, 1952. július 4. –) magyar énekesnő, a Kócbabák, majd a Neoton Família együttes tagja, Pál József Kossuth-díjas feltaláló lánya.

## Élete

### Gyerekkor (1972-ig)
Már kislány korában zeneközelben tevékenykedett. Tehetségét szüleitől örökölte. Édesanyja sokáig színésznőnek készült. Fel is lépett különböző színdarabokban, ám gyermekei születése után már csak a családra maradt ideje. Édesapja, Pál József szintén tehetségéről lett ismert, neki köszönhetjük a légpárnás köszörű feltalálását, amiért Kossuth-díjjal jutalmazták. Pál Éva az iskola mellett konzervatóriumba járt, zongora–zeneszerzés szakra. 1958 és '66 között tagja volt a Magyar Rádió Gyermekkórusának. 1966-ban a Felszabadulási Emlékversenyen második helyezést ért el. A zongoraórák mellett versenyszerűen tornázott is. Egy talajgyakorlat közben eltört a csuklója, ezért abba kellett hagynia a zongorázást. Az énekléstől és a zene világától azonban nem távolodott el. A 70-es évek elején indult a népszerű Ki mit tud?-on, szólistaként, ám a mindent eldöntő dalnál kiesett a versenyből. 1973-ban OSZK vizsgát tett, 1972 és 1974 között a Magyar Rádió Könnyűzenei Stúdiójában tanult.

### Kócbabák, Neoton (1973–1983)
1973-ban csatlakozott a Kócbabák énektrióhoz mint a csapat szólistája. Temperamentuma, robbanékonysága színt adott a később a Neoton együtteshez csatlakozott lánytriónak.
Pál Éva hangja és hangszínének egyedisége, valamint szakmai profizmusa hamar meghozta az eredményt: 1978-ban a Popmeccs szavazáson „az év énekesnője” cím harmadik helyezését nyerte el. Ebben az évben, immáron Neoton Famíliaként a zenekar fellépett Cannes-ban, a Midem zenei fesztiválon, ahol szólót énekelt óriási sikerrel. 1979-es lemezükön, a Napraforgón Éva több szólódalt is énekelt, olyanokat, mint a hatalmas sláger, a Ha szombat este táncol, a dinamikus Szia! és a vagány hangvételű Megőrülök a szerelemért.
Maradj még egy percet című dalával Magyarországon először moziklippet is készítettek, amelyet például az Uránia moziban (is) vetítettek Éva élő szólótánca mellett. 
Ekkoriban „készült el” imázsa, és rá a dinamikusabb, pörgősebb dalokat írták, így a show woman szerepkört töltötte be az együttesen belül. Híres volt a szemüveg-kollekciójáról, amellyel hatalmas show-t produkált a koncerteken és a promóciós képeken egyaránt.
A Napraforgó című lemez óriási sikert hozott ugyan a zenekarnak, ám ez Éva karrierjét elég furcsa módon érintette. A Hanglemezgyár vezetői nem támogatták az énekesnőt, átértékelődött a szerepe a Neotonon belül, és elvették tőle a szólódalokban való érvényesülést. 1981-re láthatóan belefáradt ebbe a monotonizmusba, 1981-ben már akkor érlelődött benne a kétségbeesett kiválás gondolata,amikor a japánok által mindkét lány számára küldött próbadalokat neki nem engedték elénekelni. Bár megbízhatatlanságra hivatkozva a japánok felé ki akarták hagyni a turnéból, a japán manager Évával együtt kérte fel az együttest a turnéra, így velük vitte végig a 42 állomásos koncertkörutat.
Amint 30 évvel későbbi riportjaiban megerősíti, miután az ördögien zseniális popcézár erkölcstelen ajánlatát visszautasította, a neki ígért sztárcsinálás alanya Csepregi Éva lett. 1982-ben már elviselhetetlen körülményeket teremtettek számára a Neotonban. Ekkor szánta rá magát élete legnehezebb döntésére: tíz év együttzenélés, koncertek és rengeteg turné után, 1983 elején öngyilkossági szándékai elől menekülve megvált a csapattól.

### Szólóénekesnő (1983-tól)
A Família után titkos lehetőséget kapott, (a törökbálinti új stúdió „próbafelvételeként”) hogy bizonyítsa tehetségét. Egy kislemez anyagát vették fel vele, melyen az akkori divathullám által hazánkban is népszerű aerobikot népszerűsítette. A kislemezen két dal, az Aerobik és a Pogót táncolj kapott helyet. 1983-ban Kanadába hívták, ahol Toronto után Vancouverbe is meghívták fellépni.
Hazatérése után rövid ideig turnén kezdte népszerűsíteni kislemezét, de 6 hónapig ágyba kényszerült és 1984-ben megszületett kisfia. Négy évre visszavonult a zene világától. 1987-ben visszahívták a Neotonhoz, elsőként egy gyerekeknek szóló, Lehet egy kiskutyával több? című albumon énekelt több dalban szólót, majd folyamatosan együtt működött a Neoton együttes, majd Ádám lemezén is. 
Ennek kapcsán „Éva és Ádám”-ként lépett fel egy-két alkalommal, majd 1995-ben egy Budapest Sportcsarnokban tartott telt házas üzleti konferencián sztárvendégként kérték fel , s az ő vendége volt Ádám és akkori zenekara. Ezen kívül Juhász Marival részt vett vokalisként Zoltán Erika későbbi lemezein is, Zelk Zoltán a Kormorán zenekar által megzenésített Este jó című versét is ő énekli. A Disco Party ’87 c. lemezen énekelt egy Eurythmics-slágert, a Miracle Of Love-ot.
1987-ben a Roller együttes nagylemezén működött közre, itt már szólódalokkal is járták az országot színvonalas gyerekműsorukkal. 
Legyen kedved mindig dalolni címmel később is készített újabb gyermekműsort, turnézott a Nautilus együttessel is. 
1990-ben megszűnt a Neoton Família, és ezzel kettészakadt a zenekar. Az Új Neoton énekesnője rövid időre Pál Éva lett. Koncerteztek is ebben a felállásban, majd ismét változás. A készülő albumon Éva is szerepel ugyan, de nem ő a szólóénekesnő. 1991-ben megszűnt az Új Neoton, de ettől függetlenül a kilencvenes években a Filmslágerek magyarul című sikersorozatokban is szerepel a neve, és elkészít a Magneton kiadó gondozásában egy Szerelmes dalok kazettát is.
1991-ben szó esett egy szólólemez elkészítéséről, de végül kiadói nézeteltérések miatt ez az önálló lemez (néhány dal kivételével) sosem került ki a nagyközönség elé.  
1992-től önálló produkciókkal lépett fel, majd mozgáskultúrát és táncot kezdett tanítani fiatal tehetségeknek. Akkoriban gyerekeknek szóló műsorával is járta az országot.
1993-ban már kész volt egy Éva-album anyaga, Jakab György volt a zenei rendezője, szerzője, rajta 3 új dal és több Neoton-sláger feldolgozásával is, de nem adták ki.
1995-ben végül elérkezett egy várva várt hanganyag megjelenése. Egykori zenésztársa produkciós vezetésével, a MEGA és a Hungaroton-Gong gondozásában megjelent a Mindenem a zene című albuma. A lemez különlegessége, hogy a dalok szövegét maga Éva írta.
1998-ban a Neoton Família visszatéréséről olvashatott a közönség, és a búcsúról is, hiszen a csapat egy viharos szétválás után nem köszönt el méltóképp a rajongóktól. A koncertre meghívták Pál Évát is, és ismét felcsendültek a sikerdalok az ő közreműködésével, de a Búcsú c. DVD-n nem engedték feltenni a szereplését. 
Később a Ruttkai Éva Színház társulatában lépett fel önálló estjeivel, Mosoly mama meséi címmel, majd egyre több, jelentős szerepet is kapott színdarabokban. Így például játszott a Cabaré-ban, eljátszotta a Charley nénje főszerepét is és a Kincskereső kisködmön c. darabban az Anya szerepét.. 
2003-ban interjút készített vele a Sikeres Nők című újság, részt vett több show-műsor felvételén, énekelt például Friderikusz Sándor Meglepő és mulatságos című műsorában, ahol a Ha szombat este táncol című slágerét adta elő. Endrei Judit, Szilágyi János beszélgetős műsorában is készült vele tévéfelvétel.
2005-ben ismét sokan hallanak a Neoton énekesnőjéről. Ugyanis nem hívták meg a Neoton negyvenéves fennállása alkalmából tartott nosztalgiakoncertre, holott Éva több mint tíz éven át erősítette a Neotont. Ezzel a döntéssel alaposan elszomorították az énekesnőt és a rajongóit is. Szerepelt a Filmmúzeum nevű tévécsatorna Neotonról készített dokumentumfilmjében is. Őszintén vallott arról, mi történt azokban a nehéz időkben, amikor kénytelen volt kilépni az együttesből.
2012-ben a Hot! magazin jóvoltából vadonatúj képsorokat láthattunk Pál Éváról, mesélt a magazinnak életéről, annak sikeres és kevésbé sikeres szakaszairól. Még ugyanebben az évben a Magyar Rádió Kossuth adóján készült vele interjú a Metro Klubtól a Szigetig című műsorban. 2013-ban a Hatoscsatorna Lillás Reggeli beszélgetős műsorban szerepelt. Paor Lilla vendégeként közel egyórás adásban mesélt életéről.
2016-ban a dobos Bardóczi Gyula unszolására és Jakab György fiával megint felcsillan a remény és a teljes visszatérést tervezik, óriási show-al, amelynek egyik ötlete, hogy Neo-Neotonként ő, a Família Sztárjaiként kolléganője és a végén a két formáció egyesülve újra a színpadon is elénekli a legnagyobb, közös Neoton-slágereket. A projekt sajnos kollégái erős ellenállása és támadása miatt nem jön össze.
2018-ban ismét sokat hallani róla, amikor – devizahiteles problémája miatt – a csepeli piacon régi énektanítványához megy el dolgozni. Az egyéves kemény munka közben újra feléled a zene szeretete és Nikivel, a tanítvánnyal újra összeállítanak egy műsort, amelyet néhány jól sikerült fellépés is követ.
2019-ben megkapta a Remember díjat munkássága elismeréseként.
2020 februárjára pedig Bardóczi Gyulával meghívják Kanadába, Montrealba és Vancouverbe Neoton-koncert bemutatókra, amelyet most – sajnos – pánikbetegsége miatt le kellett mondania.

## Lemezei
Neoton és Neoton Família (1973–1983, 1987–1990)
- NEOTON és KÓCBABÁK: Menedékház (1976)
- NEOTON FAMÍLIA: Csak a zene (1977)
- NEOTON: Disco (1978)
- NEOTON FAMÍLIA: Napraforgó (1979)
- Newton Family: Sunflower (1980)
- NEOTON FAMÍLIA: Marathon (1980)
- Newton: Marathon (1981)
- NEOTON FAMÍLIA: A Família (1981)
- Newton Family: Dandelion (1981)
- NEOTON FAMÍLIA: Szerencsejáték (1982)
- Newton Family : Gamble (1982)
- NEWTON FAMILY: Aerobic (montázs a Neoton Família angol nyelvű felvételeiből (1983)
- PÁL ÉVA: Aerobic (1983)
- Pop Tari Top (1987)
- NEOTON FAMÍLIA: Lehet egy kiskutyával több? (a 102.?) (1987)
- NEOTON FAMÍLIA: Védőháló Nélkül (1987)
- Super Hits (1987)
- NEOTON FAMÍLIA: Santa Maria És A Többiek (1988)
- NEOTON FAMÍLIA: Vonalra Várva (1988)
- NEOTON FAMÍLIA: Abrakadabra (1989)
- NEOTON: A Trónörökös (1990)
- Vissza a fénybe (1993)

## További produkciók
- Zámbó Jimmy
- Sztevanovity Zorán: Zorán (1977)[3]
- Máté Péter: Magány és együttlét
- Zoltán Erika: Szerelemre születtem (1986)
- Roller együttes: Roller (1987)
- Pál Éva: Vissza a fénybe (1993)
- Pál Éva: Mindenem a zene (1995)

## Díjak, elismerések
- 1978-ban a Popmeccs szavazáson Az év énekesnője díj harmadik helyezettje, Szűcs Judithot és Katona Klárit követve.[4]
- Story Érték-díj – Legenda kategóriában (megosztva az eredeti Neoton Familia együttes tagjaival, 2018)
- 2019 Remember díj

## Megjelenések

### Kislemez
| Katalógusszám | Év   | Formátum | Label   | Előadó  | A oldal       | B oldal |
| ------------- | ---- | -------- | ------- | ------- | ------------- | ------- |
| SPS 70587     | 1983 | SP       | Favorit | Pál Éva | Pogót táncolj | Aerobic |

### Kazetta
| Katalógusszám | Év   | Formátum | Label      | Előadó  | A oldal              | B oldal                  |
| ------------- | ---- | -------- | ---------- | ------- | -------------------- | ------------------------ |
| MK 37837      | 1995 | MC       | Hungaroton | Pál Éva | Rázd meg baby Sirály | Nézz rám Mindenem a zene |

## Színdarabok
- Cabaret /Kost kisasszony/
- Charly nénje/főszerep
- Mosolymama meséi /önálló gyermekműsor
- Kincskereső kisködmön /Anya/